# 지승호 (인터뷰어)
지승호(영어: Ji Seungho, 1966년 ~ )는 대한민국의 전문 인터뷰어이다.

## 생애
2001년부터 월간 '인물과 사상', '아웃사이더', '서프라이즈' 등의 매체에서 전문 인터뷰어로 활동하였다. 《비판적 지성인은 무엇으로 사는가》는 그의 첫번째 작품이며 이후  정치, 사회, 경제, 문화, 예술을 아우르는 폭넓은 분야에서 명사 200여명을 만나 31권의 인터뷰집을 냈다. 인터뷰만을 전문으로 하는 저술 형태를 최초로 개척한 것으로 평가 받고 있다.

## 작품
- 2002년 : 《비판적 지성인은 무엇으로 사는가》
- 2002년 : 《CRYING NUT(크라잉 넛)-그들이 대신 울부짖다》
- 2003년 : 《사회를 바꾸는 아티스트》
- 2003년 : 《다시 아웃사이더를 위하여》
- 2003년 : 《아웃사이더 16》
- 2004년 : 《마주치다 눈뜨다 - 지승호 인터뷰집》
- 2004년 : 《우리가 이들에게 희망을 걸어도 좋은가》
- 2005년 : 《유시민을 만나다 - 항소이유서에서 소셜 리버럴리스트가 되기까지》
- 2005년 : 《7인 7색 - 일곱 개의 시선으로 바라보는 일곱 개의 세상》
- 2008년 : 《괜찮다, 다 괜찮다 : 공지영이 당신에게 보내는 위로와 응원》
- 2008년 : 《신해철의 쾌변독설》
- 2008년 : 《아! 대한민국, 저들의 공화국》
- 2008년 : 《열정 바이러스》
- 2010년 : 《감독, 독립영화를 말하다 : 남다은 변성찬 지승호 인터뷰집》
- 2010년 : 《가장 왼쪽에서 가장 아래쪽까지 : B급 좌파 김규항이 말하는 진보와 영성》
- 2012년 : 《시민은 현명하다 : 닥치고 정치의 저자 지승호가 희망정치를 묻다》
- 2012년 : 《좌파하라 : 박노자, 처음으로 말 걸다》
- 2013년 : 《10년 후 통일 : 한반도의 미래, 지승호가 묻고 정동영이 답하다》
- 2013년 : 《강신주의 맨얼굴의 철학 당당한 인문학》
- 2013년 : 《페어플레이는 아직 늦지 않았다 : 이석연의 직언》
- 2013년 : 《대한민국 진화론 : 정봉주의 미래 한국 마스터플랜》
- 2014년 : 《서민의 기생충 같은 이야기》
- 2015년 : 《지승호, 더 인터뷰 THE INTERVIEW : 인터뷰의 재발견》

## 경력
- 월간 아웃사이더 인터뷰어
- 월간 인물과 사상 인터뷰어
- 웹진 서프라이즈 인터뷰어